# Perizoma amblyodes
Perizoma amblyodes är en fjärilsart som beskrevs av Fletcher 1961. Perizoma amblyodes ingår i släktet Perizoma och familjen mätare. Inga underarter finns listade i Catalogue of Life.